# Kętrzyn

 Kętrzyn ? er en polsk by med cirka 30.000 indbyggere i voivodskabet Warmińsko-mazurskie.
Før 1945 lå byen i Østpreussen og hed Rastenburg, på polsk Rastembork. Under 2. verdenskrig havde Adolf Hitler et af sine militære hovedkvarterer, Ulveskansen, i skovområdet øst for byen. Her gennemførte tyske officerer i 1944 det mislykkede 20. juli attentat.